# Oval Lingotto
El Oval Lingotto es un pabellón multideportivo y de exposiciones de la ciudad de Turín (Italia). Está ubicado en el terreno de la antigua fábrica de Fiat en Lingotto, cerca de la Villa Olímpica y del pabellón Palavela. 
Fue inaugurado en noviembre de 2005 para albergar la competición de patinaje de velocidad sobre hielo en los XX Juegos Olímpicos de Invierno. Tiene una capacidad de 8.500 espectadores.

## Principales acontecimientos deportivos
- Febrero de 2006: Torneo de patinaje de velocidad sobre hielo en los XX Juegos Olímpicos de Invierno.
- Octubre de 2006: Campeonato Mundial de Esgrima.
- Marzo de 2008: Campeonato Europeo de Tiro con Arco en Sala.
- Marzo de 2009: Campeonato Europeo de Atletismo en Pista Cubierta.

- Datos: Q978030
- Multimedia: Oval Lingotto / Q978030